# Piereciatki
Piereciatki (także Pereciatki; biał. Перацяткі, Pieraciatki; ros. Перетятки, Pierietiatki) – wieś na Białorusi, w obwodzie mińskim, w rejonie dzierżyńskim, w sielsowiecie Putczyna.
Współcześnie w skład miejscowości wchodzi także dawny folwark Antopol.

## Historia
Dawniej dwie wsie Wielkie Piereciatki i Małe Piereciatki oraz folwark Antopol. W XIX i w początkach XX w. położone one były w Rosji, w guberni mińskiej, w powiecie mińskim, w gminie Rubieżewicze.
Po I wojnie światowej pod administracją polską, w Zarządzie Cywilnym Ziem Wschodnich, w okręgu mińskim, w powiecie mińskim, w gminie Rubieżewicze.
W wyniku postanowień traktatu ryskiego znalazły się w granicach Związku Sowieckiego. W latach 1932–1937 w Polskim Rejonie Narodowym im. Feliksa Dzierżyńskiego. Od 1991 w niepodległej Białorusi.